# Wayne (Oklahoma)
Wayne es un pueblo ubicado en el condado de McClain en el estado estadounidense de Oklahoma. En el año 2010 tenía una población de 	688 habitantes y una densidad poblacional de 764,44 personas por km².

## Geografía
Wayne se encuentra ubicado en las coordenadas 34°55′2″N 97°18′58″O / 34.91722, -97.31611 (34.917265, -97.316075).

## Demografía
Según la Oficina del Censo en 2000 los ingresos medios por hogar en la localidad eran de $24,554 y los ingresos medios por familia eran $27,404. Los hombres tenían unos ingresos medios de $26,667 frente a los $14,500 para las mujeres. La renta per cápita para la localidad era de $10,485. Alrededor del 24.7% de la población estaban por debajo del umbral de pobreza.